# Погончова, Аня
Аня По́гончова, немецкий вариант — Аня Погонч (н.-луж.  Anja Pohončowa , нем. Anja Pohontsch; 1970 год, Фечау, Германская Демократическая Республика) — лужицкая общественная деятельница, учёный-лингвист, научный сотрудник Серболужицкого института, нижнелужицкая журналистка, редактор и телеведущая программы «Łužyca» на нижнелужицком языке баутценской серболужицкой студии радиостанции Rundfunk Berlin-Brandenburg (RBB) в Котбусе, Германия. Председатель серболужицкой культурно-просветительской организации «Матица сербская» (с 2020 года).

## Биография
Родилась в 1970 году в нижнелужицкой коммуне Ветошов. Обучалась в нижнелужицкой средней школе. Среднее образование получила в нижнелужицкой гимназии в Котбусе. С 1989 года по 1994 год изучала русистику и сорабистику в Лейпцигском университете. Защитила докторскую научную степень в Дрезденском техническом университете. После организации на радиостанции Rundfunk Berlin-Brandenburg (RBB) телепрограммы «Łužyca» на нижнелужицком языке была её телеведущей до 2001 года. С середины 2005 года является редактором этой программы. С 1999 года является научным сотрудником Серболужицкого института в Будишине и чередует ведение программы со своим коллегой Христианом Маттэе.
Входила в редакцию энциклопедии «Sorbisches Kulturlexikon», которая вышла в 2014 году.
В настоящее время является членом Верхнелужицкой языковой комиссии и членом Комиссии лингвистической библиографии (Kommission für linguistische Bibliographie) Международного славянского комитета (Internationalen Slawistenkomitee). Входит в состав Совета серболужицкой культурно-просветительской организации «Матицы сербской».

## Основные сочинения
- Geschichte und Gegenwart der obersorbischen Schriftsprache
- Lexikologie, Wortbildung und Lexikografie des Obersorbischen, moderne Terminologie im Obersorbischen
- Bibliografie der sorbischen Sprachwissenschaft